# Gosia Piotrowska
Gosia Piotrowska je australská herečka narozená v Polsku. V roce 1995 účinkovala v australsko-polském sci-fi seriálu Vládci kouzel (Spiellbinder). Hrála postavu jménem Riana. Od té doby nebyla obsazena v žádném dalším seriálu nebo televizním pořadu.

## Osobní život
Mezi léty 2003 a 2008 byla provdána za Martina Weisse. Znovu se vdala 8. června 2010, kdy si vzala svého bývalého kolegu Maxwella Sandersona. Má jednu dceru z prvního manželství.